# Użytkowanie
Tę sekcję należy dopracować:

przedstawiono sytuację tylko z polskiej perspektywy – sekcja powinna być przekrojowa.
Pomóż ją poprawić. Na stronie dyskusji mogą znajdywać się pomocne komentarze.
Użytkowanie (łac. ususfructus) – jedno z ograniczonych praw rzeczowych, znane polskiemu prawu cywilnemu, wyrażające się w obciążeniu rzeczy prawem do jej używania i pobierania jej pożytków.
Przedmiotem użytkowania mogą być także zwierzęta. Przy wykonywaniu użytkowania zwierząt należy uwzględniać przepisy o ich ochronie.

## Użytkowanie w prawie polskim

### Regulacje prawne
W okresie prawa zunifikowanego użytkowanie było regulowane przez dekret z 1946 r. – Prawo rzeczowe. Wtedy również było prawem rzeczowym ograniczonym, lecz miało charakter wyraźnie alimentacyjny.
Obecnie użytkowanie jest regulowane przez Kodeks cywilny (art. 252–284, poza tym podlega ogólnym przepisom dotyczącym ograniczonych praw rzeczowych – art. 244–251). Kodeks wyróżnia trzy odmiany użytkowania – przez osoby fizyczne, przez rolnicze spółdzielnie produkcyjne i „inne wypadki” (czyli w istocie przez osoby prawne pozostałych rodzajów). Pierwsza i trzecia odmiana są ukształtowane identycznie, natomiast użytkowanie przez rolnicze spółdzielnie produkcyjne jest obecnie instytucją w praktyce martwą.

### Powstanie prawa
Użytkowanie powstaje wyłącznie w drodze umowy stron (w przeszłości użytkowanie na rzecz rolniczych spółdzielni produkcyjnych i innych państwowych jednostek organizacyjnych ustanawiano w drodze decyzji administracyjnych). Stronami umowy są właściciel obciążanej nieruchomości oraz osoba, która nabywa prawo. Do ustanowienia użytkowania stosuje się odpowiednio przepisy o przeniesieniu własności. Oświadczenie właściciela obciążanej nieruchomości musi mieć formę aktu notarialnego. Użytkowanie nieruchomości może zostać ustanowione z zastrzeżeniem warunku lub terminu. Prawo to podlega ujawnieniu w księdze wieczystej, jednakże nie jest to konieczne dla ważności umowy. Użytkowania nie można natomiast nabyć przez zasiedzenie.

### Treść prawa
Na użytkowanie składają się dwa uprawnienia: uprawnienie do używania rzeczy i do pobierania jej pożytków. W klasycznej postaci użytkowania z tymi uprawnieniami użytkownika jest skorelowany obowiązek zachowania substancji rzeczy. W polskim prawie cywilnym obowiązek ten jest ograniczony do sytuacji, gdy użytkownik jest osobą fizyczną. Natomiast w każdym przypadku użytkownik winien wykonywać swoje prawo w sposób zgodny z zasadami prawidłowej gospodarki. Użytkowaniem może zostać obciążona rzecz ruchoma, nieruchomość (ewentualnie jej oznaczona część bądź udział we współwłasności) albo prawo (tylko zbywalne). Użytkowanie może być odpłatne albo nieodpłatne, ograniczone terminem albo bezterminowe.

### Wygaśniecie prawa
Użytkowanie jest prawem niezbywalnym (oprócz użytkowania Timesharing, które to prawo jest zbywalne). Użytkowanie jest prawem ściśle związanym z osobą, na rzecz której je ustanowiono, w związku z tym wygasa ze śmiercią użytkownika, jeśli jest nim osoba fizyczna, oraz z chwilą ustania bytu osoby prawnej. Ponadto użytkowanie wygasa, gdy użytkownik nie wykonuje swojego prawa przez dziesięć lat. Oprócz tego użytkowanie wygasa w sytuacjach, które prawo cywilne przewiduje jako podstawę wygaśnięcia innych ograniczonych praw rzeczowych.

### Użytkowanie a dzierżawa
Użytkowanie w swojej istocie jest instytucją zbliżoną do dzierżawy. Ma jednak zupełnie odmienną naturę prawną – o ile dzierżawa to stosunek czysto obligacyjny, wiążący tylko strony umowy, o tyle użytkowanie, jako prawo rzeczowe, jest skuteczne wobec osób trzecich (erga omnes). Ponadto rozkład uprawnień i obowiązków stron stosunku użytkowania jest sztywny (strony mogą go zmieniać tylko w ściśle określonym, niewielkim zakresie), natomiast dzierżawa, zgodnie z zasadą swobody umów, dopuszcza szeroki zakres kształtowania uprawnień i obowiązków stron. Dodatkowo roszczenie negatoryjne czy windykacyjne ma większe zastosowanie wobec „własności i innych praw rzeczowych”, gdyż przysługuje zarówno wobec właściciela, jak i osoby trzeciej (inaczej niż w przypadku dzierżawy, gdzie dopuszczalne jest wystąpienie z roszczeniem jedynie wobec właściciela).